# Toetreding van Oekraïne tot de Europese Unie
Op 28 februari 2022 vroeg Oekraïne het lidmaatschap van de Europese Unie (EU) aan, kort nadat het land door Rusland was binnengevallen. President Volodymyr Zelenskyj verzocht om onmiddellijke toelating volgens een "nieuwe speciale procedure". De Europese Unie verwelkomde de Oekraïense stap, maar gaf daarbij ook aan dat de toetreding tijd zou kosten.
De kandidaat-status werd op 23 juni 2022 officieel verstrekt door de Europese Raad van Ministers, op basis van een positieve aanbeveling van de Europese Commissie en een resolutie van het Europees Parlement. Om het toetredingsproces daadwerkelijk te kunnen starten werden een zevental voorwaarden gesteld, met name ten aanzien van corruptiebestrijding en rechtstatelijke hervormingen. In juni 2024 werd besloten dat de gesprekken diezelfde maand kunnen beginnen met een Intergouvernementele Conferentie.

## Chronologie van de betrekkingen met de Europese Unie

De vlag die wordt gebruikt door activisten op Euromaidan.

Lidstaten van de Europese Unie
Lidstaten van de Europese Unie die versneld lidmaatschap van Oekraïne steunen
Lidstaten van de Europese Unie ondersteunen versnelde toekenning van de kandidaat-status aan Oekraïne
Oekraïne
Door Rusland bezette Oekraïense gebieden

De associatieovereenkomst tussen de Europese Unie en Oekraïne werd in 2014 ondertekend na een reeks gebeurtenissen die de ratificatie ervan hadden vertraagd, resulterend in een Revolutie van de Waardigheid in Oekraïne en de omverwerping van de toenmalige zittende president van Oekraïne, Viktor Janoekovytsj. De diepe en brede vrijhandelszone met Oekraïne is op 1 september 2017 in werking getreden, nadat deze sinds 1 januari 2016 voorlopig was toegepast, en de associatieovereenkomst is op 1 september 2017 volledig in werking getreden. Op 24 februari 2022 viel Rusland Oekraïne binnen, wat leidde tot de aanvraag om lidmaatschap.
| Datum             | Evenement |
| ----------------- | --- |
| 1991              | Verklaring van de Europese Unie over Oekraïne. |
| 1992              | De eerste top tussen Oekraïne en de EU. |
| 1993              | Er is een overeenkomst ondertekend tussen de Europese Gemeenschappen en Oekraïne over de handel in textielproducten, de opening van een vertegenwoordigingskantoor van de Commissie van de Europese Gemeenschappen in Oekraïne. |
| 1994              | De Verchovna Rada van Oekraïne heeft de partnerschaps- en samenwerkingsovereenkomst tussen Oekraïne en de EU geratificeerd. |
| 1995              | De eerste vergadering van het Gemengd Comité Oekraïne - EU, de oprichting van de vertegenwoordiging van Oekraïne bij de Europese Gemeenschappen. |
| 1996              | De Europese Unie heeft de status van Oekraïne als land in transitie erkend. De Raad van de Europese Unie heeft een actieplan voor Oekraïne aangenomen. |
| 1997              | Een overeenkomst over de handel in staalproducten werd ondertekend tussen de Europese Gemeenschap voor Kolen en Staal en de regering van Oekraïne. |
| 1998              | Inwerkingtreding van de partnerschaps- en samenwerkingsovereenkomst tussen Oekraïne en de EU, Oekraïne heeft officieel de wens uitgesproken om geassocieerd lid van de EU te worden, heeft een resolutie aangenomen van het kabinet van ministers van Oekraïne "Over de invoering van een mechanisme voor de aanpassing van de Oekraïense wetgeving naar de Europese Unie.                                                  |
| 1999              | De EU heeft haar voornemen bevestigd om de toetreding van Oekraïne tot de Wereldhandelsorganisatie en de opening van een vrijhandelszone tussen Oekraïne en de EU te vergemakkelijken. |
| 2005              | De Raad van de Europese Unie heeft Oekraïne de status van markteconomieland toegekend, alweer een top. |
| 5 maart 2007      | De onderhandelingen zijn begonnen om een nieuwe verbeterde overeenkomst te sluiten ter vervanging van de partnerschaps- en samenwerkingsovereenkomst. |
| 2008              | Inwerkingtreding van visumversoepelings- en overnameovereenkomsten tussen Oekraïne en de EU. |
| 7 mei 2009        | Oekraïne werd lid van het EU-initiatief voor het Oostelijk Partnerschap. |
| 16 June 2009      | Tijdens de vergadering van de Samenwerkingsraad EU-Oekraïne werd de "Associatieagenda EU-Oekraïne" politiek goedgekeurd. |
| 25 februari 2010  | Het Europees Parlement heeft een resolutie goedgekeurd over de situatie in Oekraïne, waarin met name het recht van Oekraïne om lid te worden van de Europese Unie wordt erkend. De Europese Commissie krijgt ook een mandaat om te werken aan een "routekaart" voor visumvrij reizen tussen Oekraïne en EU-landen. |
| 2013              | Tijdens de top in Brussel is een gezamenlijke verklaring aangenomen waarin staat dat Oekraïne "vastbesloten is te voldoen" aan de EU-voorwaarden, zodat de partijen de associatieovereenkomst en de vrijhandelszone kunnen ondertekenen. |
| 21 november 2013  | Het kabinet van ministers van Oekraïne heeft besloten het voorbereidingsproces voor de ondertekening van de associatieovereenkomst met de Europese Unie op te schorten, als gevolg waarvan in het hele land massale demonstraties begonnen tegen de opschorting van het Europese integratieproces — Euromaidan. Op 24 november vond een massale demonstratie plaats in Kyiv, waaraan meer dan een miljoen mensen deelnamen. |
| 21 maart 2014     | Het politieke deel van de associatieovereenkomst tussen de Europese Unie en Oekraïne werd in Brussel ondertekend met de deelname van premier Arsenij Jatsenjoek. |
| 27 juni 2014      | De vijfde president van Oekraïne, Petro Porosjenko, ondertekende het tweede (economische) deel van de associatieovereenkomst met de Europese Unie. |
| 16 september 2014 | Het Europees Parlement heeft de associatieovereenkomst tussen Oekraïne en de Europese Unie gelijktijdig met de Verchovna Rada van Oekraïne geratificeerd (via een teleconferentie via Skype). |
| 1 november 2014   | De voorlopige toepassing van de associatieovereenkomst tussen Oekraïne en de Europese Unie is in werking getreden. |
| 13 februari 2017  | De Verchovna Rada van Oekraïne heeft de overeenkomst tussen de regering van Oekraïne en de Europese Unie over de deelname van Oekraïne aan het COSME-programma geratificeerd. |
| 13 juli 2017      | De top Oekraïne-EU in Kyiv heeft het ratificatieproces van de associatieovereenkomst tussen Oekraïne en de Europese Unie en de inwerkingtreding van de visumvrije regeling tussen Oekraïne en de Europese Unie afgerond. |
| 9 juli 2018       | De 20e verjaardag van de top tussen Oekraïne en de EU vond plaats. |
| 12 oktober 2021   | Op de top tussen Oekraïne en de EU in Kyiv werd een overeenkomst over de gemeenschappelijke luchtvaartruimte ondertekend. |
| 28 februari 2022  | De zesde president van Oekraïne Volodymyr Zelenskyj ondertekende een aanvraag voor toetreding van Oekraïne tot de Europese Unie volgens de "versnelde procedure". |
| 1 maart 2022      | Het Europees Parlement stemde bijna unaniem voor de resolutie, waarin de instellingen van de Europese Unie werden opgeroepen om Oekraïne de status van kandidaat-lidstaat voor het lidmaatschap van de Europese Unie te geven. |
| 16 maart 2022     | NPC Ukrenergo, de systeembeheerder van het elektriciteitsnet, NPC Ukrenergo voltooide samen met zijn Europese collega's de integratie met het synchrone netwerk van continentaal Europa en werd onderdeel van ENTSO-E. |
| 25 maart 2022     | Tijdens de informele top van de Europese Unie steunden de lidstaten de Europese ambities van Oekraïne en verzochten zij de Europese Commissie haar conclusies over de aanvraag voor EU-lidmaatschap te geven. |
| 8 april 2022      | De voorzitter van de Europese Commissie overhandigde Oekraïne een vragenlijst om de status van kandidaat-lidstaat te verkrijgen. |
| 17 april 2022     | Oekraïne heeft de vragenlijst beantwoord. |
| 23 juni 2022      | De Europese Raad heeft Oekraïne de status van kandidaat voor toetreding tot de Europese Unie toegekend. |
| 14 december 2023  | Op 14 december 2023 ging de Europese Raad akkoord met het beginnen van toetredingsgesprekken met Oekraïne. |

### 2002–2005
In 2002 zei EU-commissaris voor Uitbreiding Guenther Verheugen dat "het Europese perspectief voor Oekraïne niet noodzakelijkerwijs betekent dat het lidmaatschap in de komende 10-20 jaar zal plaatsvinden, hoewel het mogelijk is". Om tot de Europese Unie toe te treden, moet de kandidaat-staat voldoen aan de politieke en economische voorwaarden die algemeen bekend staan als de Kopenhagen-criteria (aangenomen op de Top van Kopenhagen in 1993), namelijk een democratische regering die de rechtsstaat en relevante vrijheden en instellingen erkent. Volgens het Verdrag van Maastricht moet elke huidige lidstaat, evenals het Europees Parlement, instemmen met een eventuele uitbreiding.
Het verkrijgen van de status van volwaardig lid van de EU als strategisch doel van Oekraïne werd voor het eerst uitgeroepen door president van Oekraïne Viktor Joesjtsjenko onmiddellijk na zijn verkiezing begin 2005. Op 13 januari 2005 heeft het Europees Parlement bijna unaniem (467 voor, 19 tegen) een resolutie aangenomen over de voornemens van het Europees Parlement om met Oekraïne te convergeren op het gebied van lidmaatschap. De Europese Commissie merkt op dat, hoewel er nog een bepaalde voorbereidingsperiode moet komen, de toelating van nieuwe leden niet wordt uitgesloten. Waarop president Joesjtsjenko reageerde met zijn voornemen om 'in de nabije toekomst' lidmaatschap aan te vragen.
Verschillende invloedrijke EU-leiders spraken destijds hun steun uit voor het verbeteren van de banden met Oekraïne. In het bijzonder verklaarde de Poolse minister van Buitenlandse Zaken Adam Rotfeld op 21 maart 2005 dat Polen onder alle omstandigheden de Europese integratieambities van Oekraïne zou steunen. Hij zei met name: "In dit stadium moeten we ons concentreren op concrete stappen van samenwerking in plaats van lege gesprekken over pan-Europese samenwerking." Drie dagen later bleek uit een onderzoek in de zes grootste EU-landen dat de EU-burgers zich inzetten om Oekraïne in de toekomst als volwaardig lid te accepteren.
In oktober 2005 zei de voorzitter van de Europese Commissie, Jose Manuel Barroso, dat "de toekomst van Oekraïne in de EU ligt". Op 9 oktober 2005 stelde de Europese Commissie echter in een nieuwe versie van het ontwikkelingsstrategiedocument dat de uitvoering van de uitbreidingsplannen (Kroatië en de voormalige Joegoslavische republieken) de toetreding van Oekraïne, Wit-Rusland en Moldavië zou kunnen blokkeren. Commissaris voor Uitbreiding Olli Rehn zei dat de EU "te veel uitbreiding" moet vermijden, en benadrukte dat het huidige uitbreidingsplan er compleet uitziet.
Hoewel Oekraïense functionarissen en politicologen verschillende specifieke data voor mogelijk lidmaatschap noemden, is tot dusver alleen Oekraïne's Europees nabuurschapsbeleid officieel door de EU aan Oekraïne voorgesteld. De presidentiële administratie heeft kritiek geuit op de voorgestelde status van buurtrelaties.

### 2007–2014
In maart 2007 kreeg Oekraïne een vrijhandelsovereenkomst met de EU aangeboden. Hoewel dit voorstel tot een veel sterkere reactie van de Oekraïense staat leidde, bevatte het geen concrete plannen voor de toetreding van Oekraïne tot de EU in de nabije toekomst. Sommige West-Europese politici hebben gesproken over de tijdelijke "uitbreidingsmoeheid" van de Europese instellingen. Oekraïense waarnemers identificeren de zogenaamde "weerstandsgroep" van de toetreding van Oekraïne tot de EU. Met name bij het sluiten van de tekst van de uitgebreide overeenkomst tussen Oekraïne en de EU in maart 2007 werden verwijzingen naar het vooruitzicht op lidmaatschap daarin uitgesloten. "Elke vermelding van het vooruitzicht van toetreding van Oekraïne tot de Europese Unie is uitgesloten van het ontwerp van verbeterde overeenkomst tussen Oekraïne en de EU vanwege het standpunt van Frankrijk", schreef de invloedrijke Duitse krant Frankfurter Allgemeine Zeitung. De positie van Italië hangt af van de binnenlandse politieke situatie van dit land. Zo gaf de regering van Silvio Berlusconi tijdens de verkiezingscampagne in dit land diplomatieke signalen dat hij bereid was de Europese integratieambities van Oekraïne te steunen. Zijn politieke tegenstander Romano Prodi, aan de andere kant, zei dat "Oekraïne's vooruitzichten om toe te treden tot de EU hetzelfde zijn als in Nieuw-Zeeland."
Volgens het beleid van het Oostelijk Partnerschap kan Oekraïne lid worden van de Europese Unie. Op 27 februari 2014 heeft het Europees Parlement een resolutie aangenomen waarin het recht van Oekraïne wordt erkend om "een aanvraag in te dienen om lid te worden van de Unie, op voorwaarde dat het zich houdt aan de beginselen van democratie, de fundamentele vrijheden en de mensenrechten en de rechten van minderheden respecteert en de rechtsstaat waarborgt". Het Europees Parlement merkt op dat in overeenstemming met artikel 49 van het Verdrag met de EU, Georgië, Moldavië en Oekraïne, net als elk ander Europees land, een Europees perspectief hebben en het EU-lidmaatschap kunnen aanvragen in overeenstemming met de beginselen van democratie, - zei in een resolutie van het Europees Parlement in Brussel, aangenomen tijdens de laatste zitting vóór de verkiezingen voor het Europees Parlement, die plaatsvonden op 23 en 25 mei 2014. 27 juni 2014 De voorzitter van de Europese Commissie Jose Manuel Barroso verklaarde dat de associatieovereenkomst het begin van de toetreding van Oekraïne tot de EU. Op dezelfde dag verklaarde EU-commissaris voor Uitbreiding Stefan Fuele dat hij geloofde in het toekomstige lidmaatschap van Oekraïne van de EU.

### 2014–2022
In maart 2016 verklaarde voorzitter van de Europese Commissie Jean-Claude Juncker dat het minstens 20-25 jaar zou duren voordat Oekraïne lid zou worden van de EU en de NAVO. In juni 2018 zei de Oekraïense president Petro Porosjenko dat hij verwacht dat Oekraïne tegen 2030 zal toetreden tot de Europese Unie en de Noord-Atlantische Verdragsorganisatie.
Op 21 februari 2019 is de grondwet van Oekraïne gewijzigd om de normen over de strategische koers van Oekraïne voor het lidmaatschap van de Europese Unie en de NAVO vast te leggen in de preambule van de basiswet, drie artikelen en overgangsbepalingen.
Tijdens de X-sessie van de Interparlementaire Vergadering Oekraïne-Polen-Litouwen, die op 8 juni 2019 in Kiev eindigde, hebben de partijen een slotdocument ondertekend met daarin een overeenkomst over de strategie van 2025 en 2027 als een periode voor de mogelijke toetreding van Oekraïne tot de EU. In 2027, wanneer Litouwen voor de tweede keer het EU-voorzitterschap zal bekleden, zal de kwestie Oekraïne het belangrijkste punt op de agenda zijn. Als van deze gelegenheid geen gebruik wordt gemaakt, gaat het volgende "venster" open in 2039, wanneer Polen de EU zal voorzitten en Litouwen pas in 2041.
Op 23 juli 2020 hebben Polen, Litouwen en Oekraïne een tripartiet platform opgericht voor politieke, economische, culturele en sociale samenwerking - de Lublin-driehoek, die tot doel heeft de integratie van Oekraïne in de EU en de NAVO te ondersteunen.

In februari 2021 steunde de leider van de voorzitter van de Christen-Democratische Unie van Duitsland, Armin Laschet, die werd beschouwd als een waarschijnlijke opvolger van Angela Merkel als bondskanselier van Duitsland, het idee van uitbreiding van de EU en Oekraïne een Europees perspectief te geven:
De kwestie van de toetreding van Oekraïne tot de EU is momenteel niet aan de orde, maar zal in de toekomst onvermijdelijk aan de orde komen. We moeten Oekraïne steunen op zijn moeilijke weg en tegelijkertijd een Europees perspectief openen.
Heel wat deskundigen zijn van mening dat Oekraïne in tijden van verslechterende betrekkingen tussen Rusland en de EU een kans heeft om toe te treden tot de Europese Unie. Pavlo Klimkin merkte op dat Oekraïne nog steeds niet voldoet aan de criteria om toe te treden tot de Europese Unie, aangezien het geen gevestigde democratie, rechtsstaat en een volwaardige markteconomie heeft. Volgens hem ging de eerste kans begin 2005 verloren, toen Joesjtsjenko werd overgehaald om niet te solliciteren, en in 2014 was het veel moeilijker om dat te doen.
Op 11 februari 2021 heeft het Europees Parlement een verslag gepubliceerd over het succes van Oekraïne bij de uitvoering van de associatieovereenkomst met de Europese Unie. Het document belicht zowel de belangrijkste successen van Oekraïne op dit pad, als mislukkingen of momenten die het hervormingsproces in het land belemmeren. Over het algemeen is de Europese Unie nog niet klaar om officieel te praten over de vooruitzichten van de toetreding van Oekraïne tot de gelederen van de lidstaten, maar het Europese perspectief van Oekraïne wordt erkend. In 2021 bereidde Oekraïne zich voor om formeel het EU-lidmaatschap in 2024 aan te vragen, om in de jaren 2030 toe te treden tot de Europese Unie.

## Sollicitatie

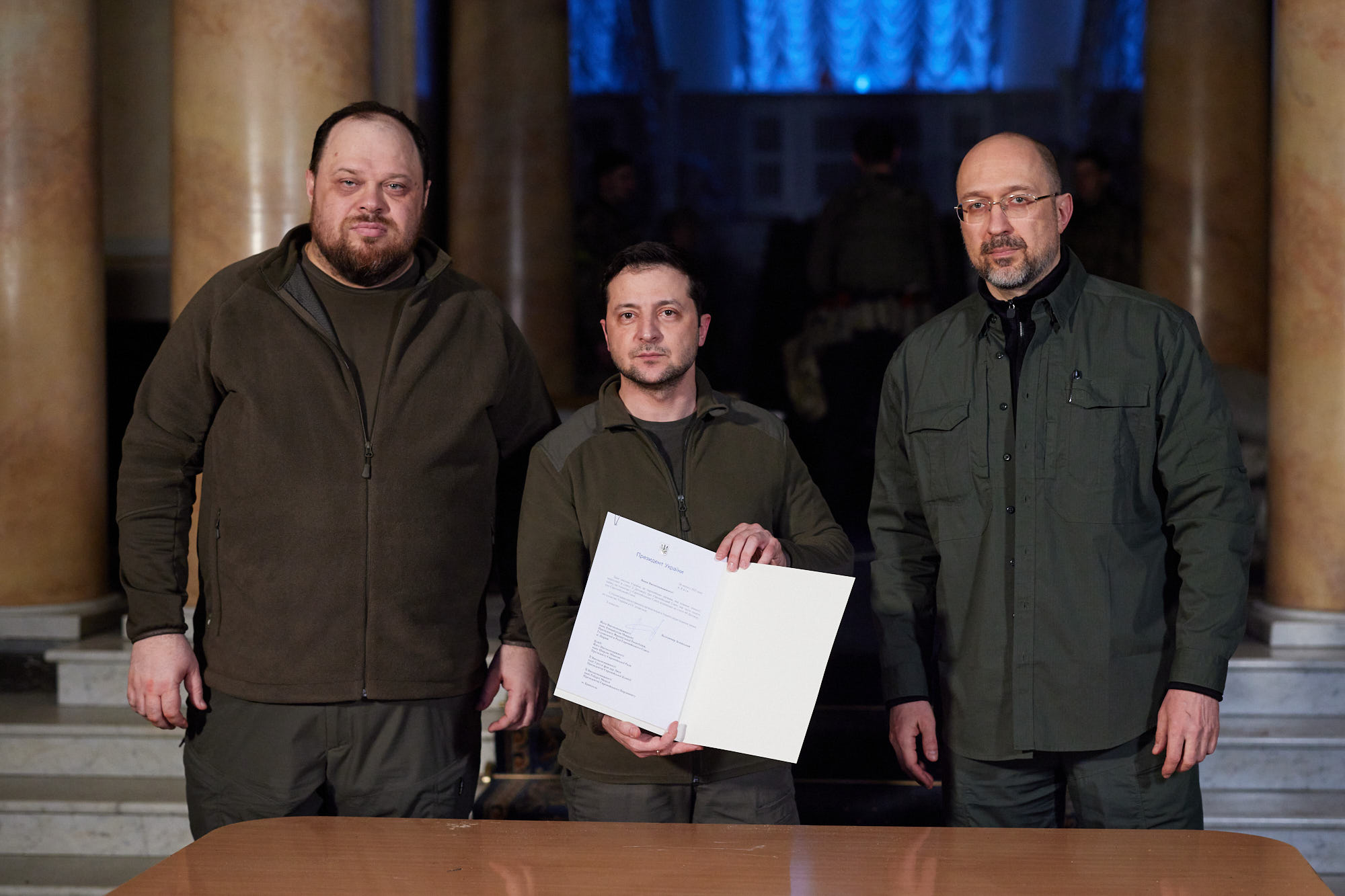
Ondertekening van de aanvraag voor toetreding tot de EU, 28 februari 2022

Na de Russische invasie van Oekraïne in 2022 waren er extra oproepen om een formeel toetredingsproces te starten: Oekraïne herhaalde zijn wens om lid te worden van de unie, en de voorzitter van de Europese Commissie, Ursula von der Leyen, verklaarde dat Oekraïne tot de Europese Unie behoort, maar dat het proces tijd zal vergen.
De Slowaakse premier Eduard Heger sprak zijn steun uit voor een versneld toetredingsproces.
Op 26 februari 2022 riep de Poolse president Andrzej Duda op tot versnelde toetreding van Oekraïne tot de EU. Op 27 februari heeft de Sloveense premier Janez Janša, samen met de Poolse premier Mateusz Morawiecki, in een brief aan de voorzitter van de Europese Raad, Charles Michel, een plan voorgesteld voor een snelle integratie van Oekraïne in de EU tegen 2030. De Slowaakse premier Eduard Heger heeft de EU voorgesteld om een nieuwe speciale procedure voor de toetreding van Oekraïne in het leven te roepen, om Oekraïne te helpen weer op de been te komen en in de toekomst te herstellen van de oorlog.
Op 28 februari heeft Oekraïne officieel een sollicitatiebrief voor lidmaatschap ingediend. Vanwege de aanhoudende crisis verzocht president Zelenskyj om onmiddellijke toelating tot de Europese Unie volgens een speciale procedure. Op dezelfde dag ondertekenden acht EU-landen een brief waarin ze een versneld toetredingsproces voor Oekraïne steunen, en op 1 maart verklaarde de Hongaarse minister van Buitenlandse Zaken Péter Szijjártó dat zijn land ook een versneld proces zou steunen. Op 1 maart heeft het Europees Parlement, na een debat waarin de president van Oekraïne toesprak en applaus kreeg, aanbevolen Oekraïne officieel kandidaat te stellen voor het EU-lidmaatschap. Het Europees Parlement stemde om het lidmaatschap van Oekraïne te bevorderen met 637 stemmen voor, 13 tegen en 26 onthoudingen.
Op 1 maart 2022 ondertekenden de presidenten van acht EU-lidstaten (Bulgarije, Tsjechië, Estland, de Republiek Letland, de Republiek Litouwen, de Republiek Polen, de Slowaakse Republiek en de Republiek Slovenië) een open brief een beroep doend op Oekraïne om uitzicht te krijgen op het EU-lidmaatschap en onmiddellijk met het onderhandelingsproces te beginnen. Op dezelfde dag riep de Hongaarse minister van Buitenlandse Zaken Peter Siarto op tot versnelde toetreding van Oekraïne tot de Europese Unie.
Op 2 maart verklaarde de Spaanse minister van Buitenlandse Zaken José Manuel Albares echter dat "het lidmaatschap van de EU geen grillig proces is dat kan worden gedaan door een louter politieke beslissing", eraan herinnerend dat de kandidaat-lidstaat "aan bepaalde sociale, politieke en economische normen" dient te voldoen.
Op 7 maart zei de EU dat ze de aanvraag van Oekraïne formeel zal beoordelen en op 10 maart 2022 heeft de Raad van de Europese Unie de Commissie om advies gevraagd over de aanvraag.
Op 9 maart 2022 nam de Poolse Senaat met 93 stemmen voor een resolutie aan waarin de landen van de Europese Unie worden opgeroepen om het versnelde proces van de toetreding van Oekraïne tot de EU te steunen. "De Oekraïense samenleving heeft ongetwijfeld bewezen dat ze klaar is om deel uit te maken van een verenigd Europa en bereid is om met bloed te betalen voor toewijding aan Europese waarden. Oekraïense soldaten, die de grenzen van hun land verdedigen, beschermen heel Europa", staat in het document.

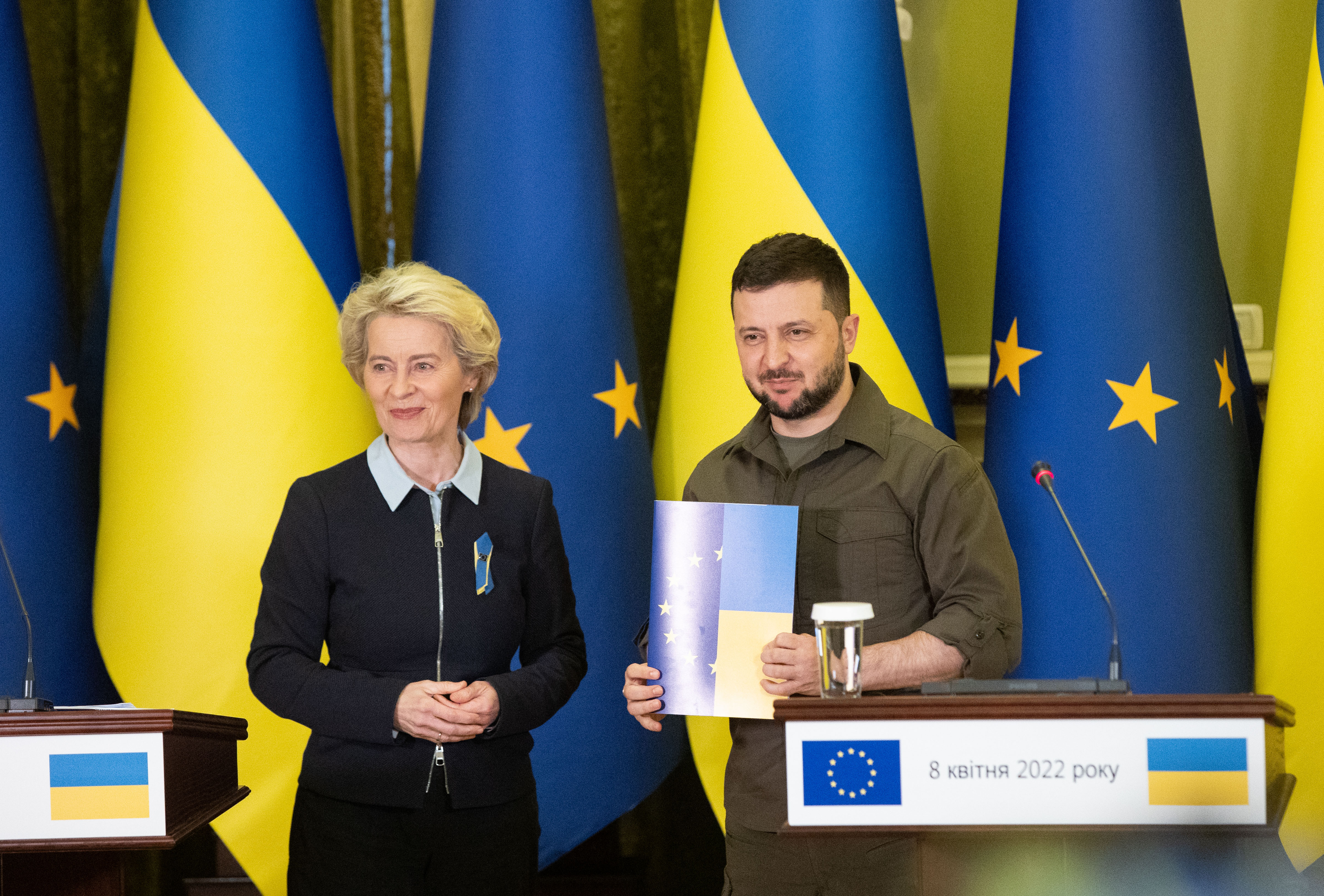
Presentatie van de EU-lidmaatschapsvragenlijst op 8 april 2022 door de voorzitter van de Europese Commissie von der Leyen en de president van Oekraïne Volodymyr Zelensky

Op 8 april 2022 bezocht Commissievoorzitter Von der Leyen, na een bezoek aan Bucha in de nasleep van het bloedbad, Kyiv en ontmoette hij president Zelenskyj. Von der Leyen overhandigde Zelenskyj de wetgevingsvragenlijst om de aanvraag van Oekraïne te starten en bood aan deze stap in het proces te versnellen. Borrell kondigde aan dat de EU-delegatie naar Oekraïne, onder leiding van Matti Maasikas, zal terugkeren naar Kyiv nadat het was geëvacueerd bij het uitbreken van de oorlog. Op 17 april 2022 reageerde Oekraïne op het eerste deel van de wetgevingsvragenlijst en op 9 mei 2022 op het tweede en laatste deel.

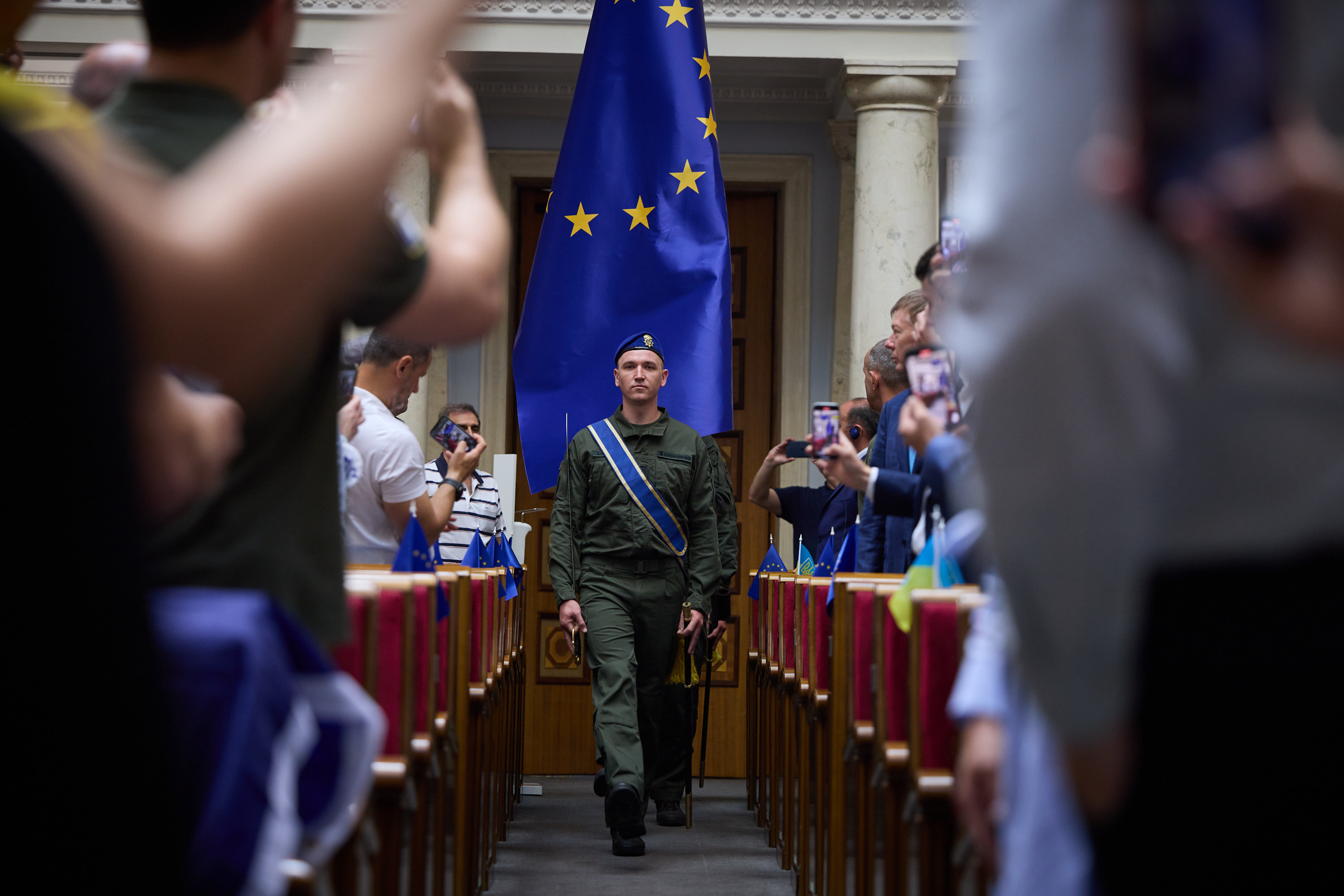
Op 1 juli 2022 werd de EU-vlag plechtig binnengebracht in de hal van de Verchovna Rada van Oekraïne, die daar nu voor altijd zal wapperen. Deze uiterst symbolische gebeurtenis herinnerde ons aan de introductie van de staatsvlag na de onafhankelijkheidsverklaring van Oekraïne.

Op 23 juni 2022 nam het Europees Parlement een resolutie aan waarin werd opgeroepen tot de onmiddellijke toekenning van de kandidaat-status voor het lidmaatschap van de Europese Unie aan Oekraïne. Op diezelfde dag werd deze status officieel toegekend door door de Europese Raad. Er golden nog wel voorwaarden om het toetredingsproces daadwerkelijk te kunnen beginnen.

## Onderhandelingen
Op basis van de geboekte vooruitgang op de verbeterpunten die de Europese Unie aan Oekraïne had gegeven bij het verstrekken van de kandidaat-status, deed de Europese Commissie in november 2023 de aanbeveling aan de Europese Raad van ministers tot opening van de toetredingsgesprekken. Hierbij werden nog wel een aantal randvoorwaarden gesteld alvorens deze daadwerkelijk kunnen beginnen, waar de Europese Raad op 14 december 2023 mee instemde. Een half jaar later, op 21 juni 2024, werd door de Europese Raad besloten dat de gesprekken daadwerkelijk kunnen starten, te beginnen met een Intergouvernementele Conferentie op 25 juni 2024.

## Publieke opinie

### In Oekraïne
91% van de Oekraïners steunt toetreding tot de Europese Unie tijdens de Russische invasie van Oekraïne in 2022, volgens een peiling uitgevoerd door de Rating Sociological Group op 30-31 maart 2022, tegen 66,4% in februari 2015.

### In de EU
Volgens een onderzoek uitgevoerd door Ifop in opdracht van de Yalta European Strategy en de Fondation Jean-Jaurès van 3 tot 7 maart 2022, 92% van de voorstanders van de toetreding van Oekraïne tot de EU in Polen, 71% in Italië, 68% in Duitsland, en 62% in Frankrijk.
Uit de Flash Eurobarometer-enquête die in april in alle EU-landen is gehouden, blijkt de grootste steun voor de toetreding van Oekraïne tot de EU in Portugal, waar 87% van de respondenten dit steunde. Daarna volgen Estland (83%), Litouwen (82%), Polen (81%) en Ierland (79%). Hongaren zijn het meest sceptisch over de toetreding van Oekraïne: slechts 48% van de respondenten steunt het idee (37% tegen). Tegelijkertijd heeft Hongarije het hoogste aandeel van de bevolking dat onbeslist is over deze kwestie - 16% (hetzelfde in Frankrijk en België).